# Strada provinciale 27 Valle del Samoggia
La strada provinciale 27 Valle del Samoggia è una strada provinciale italiana che si trova interamente nel comune di Valsamoggia della città metropolitana di Bologna.

## Storia
Gia nell'Età del Ferro, a giudicare dal rinvenimento di numerosi insediamenti, doveva esistere una direttrice che percorreva la valle del Samoggia. L'attuale provinciale ricalca in buona parte l'itinerario di una delle varianti di epoca medievale della Piccola Cassia, strada di origine romana. Ancora oggi il tratto compreso tra Calcara e Monteveglio è denominato Via Cassola.

## Percorso
La strada ha inizio presso la frazione di Ponte Samoggia staccandosi dalla Via Emilia e, dirigendosi verso sud, costeggia il Samoggia fino a Calcara. In seguito intersecava la ex Strada statale 569 di Vignola presso la località Muffa, mentre a partire dal 2019 aggira l'abitato ed incrocia la 569 tra Muffa e Bazzano. Prosegue quindi per Monteveglio, dove imbocca la valle del Ghiaia di Serravalle, che lascia a Bersagliera. Sale a Zappolino e ridiscende nella valle del Samoggia per raggiungere Savigno. Nel suo tratto finale, la SP 27 lascia il fondovalle presso la località Goccia e risale il versante destro della valle, passando per San Prospero (detta anche "Savigno di Sopra"). Termina a Ca' Bortolani, a 656 metri s.l.m., immettendosi nella SP 26 Valle del Lavino.

### Varianti
La SP27 Var2 parte dall'incrocio della SS 9 con la SP 2 ad ovest di Ponte Samoggia e collega la Via Emilia con il casello Valsamoggia dell'A1 e la SP 88, per una lunghezza di circa 4 km.